# Hans-Joachim Kohlsdorf
Hans-Joachim Kohlsdorf (* 1958 in Guayaquil, Ecuador) ist ein deutscher Ökonom und ehemaliger Manager von Siemens in Süd- und Mittelamerika. Er spielte eine Rolle in der Korruptionsaffäre von Siemens, die 2006 bekannt wurde.

## Leben
Hans-Joachim Kohlsdorf studierte Ökonomie an der Universidad de los Andes und das Advanced Administration Program in Harvard.
Über 15 Jahre war Kohlsdorf im Energiesektor tätig. Er arbeitete ab 1988 für die kolumbianische Tochter von Siemens in Bogota. Von 2003 bis 2009 war er CEO von Siemens Mesoamerica mit Sitz in Mexiko-Stadt. Er war Commercial Vice President von Siemens Bogota, President / CEO von Siemens Mesoamérica und Präsident der "Association of Multinational Companies in Mexico".
Derzeit ist er Mitglied des Aufsichtsrates der Unternehmen Americas, Tecnolite, und ADO.

## Schwarze Kassen
Hans-Joachim Kohlsdorf war lange für Siemens in Lateinamerika tätig und half in dieser Zeit, schwarze Kassen für Siemens zu führen. Kohlsdorf hatte laut den Recherchen der Süddeutschen Zeitung bei der Aufdeckung des Schmiergeldskandals von 2006 mit den Behörden kooperiert. Im Gegenzug sei er dafür von diesen mit einem quasi Persilschein ausgestattet worden. Er musste 40.000 Euro Strafe bezahlen und bleibe im Weiteren straffrei, so die "SZ".
Bereits 2007 hatte Mossack Fonseca für Kohlsdorf die Briefkastenfirma „Gillard“ eröffnet. Über deren Konten wurden viele Millionen Dollar bewegt. Laut Süddeutscher Zeitung will Kohlsdorf diese Firma nicht gekannt haben. Die Informationen der Panama-Papers deuten darauf hin, dass nicht das gesamte Vermögen auf dem Konto der Firma an Siemens zurückgezahlt worden sei. Mit einem Stand vom 30. Juni 2008 seien von Geldern in Höhe von 6,14 Millionen Dollar nur 4,1 Millionen an den Konzern zurück überwiesen worden.
Mit den verbleibenden zwei Millionen USD soll Kohlsdorf laut der Recherche Investitionen getätigt haben. Das Geld sei auf einem weiteren Konto gebunkert worden, um es dann im Jahr 2012 auf ein Schweizer UBS-Konto zu überweisen. Offiziell soll das Konto einem Mitarbeiter der Schweizer Bank gehören. Die Süddeutsche Zeitung berichtete, sie habe aus Insiderkreisen die Information erhalten, dass dieses Schweizer Konto Hans-Joachim Kohlsdorf selbst gehören soll. In diesem Fall wird vermutet, dass die gegründete Briefkastenfirma dazu gedient hatte, die Gelder solange geheim zu bunkern, bis die Ermittlungen gegen den Siemens-Manager in dem Fall in Europa eingestellt werden.
Im November 2013 eröffnete Kohlsdorf mittels der Anwaltskanzlei Mossack Fonseca ein Konto bei einer lokalen Geschäftsstelle der Société Générale auf den Bahamas. Dort legte er 375.077,83 Unzen Gold im Gegenwert von ca. 480 Millionen USD an. Durch die Veröffentlichung der Panama Papers wurde dies bekannt. Kohlsdorf und andere beteiligte Siemens-Manager leiteten Gelder, die zuvor in schwarzen Kassen gebunkert waren, nach Bekanntwerden dieser (Siemens-Skandals) teilweise auf ihre privaten Konten um. Nicht alle Gelder wurden an Siemens zurückgezahlt. Die Dokumente lassen vermuten, dass sich Kohlsdorf an den schwarzen Konten bereichert haben könnte. Siemens stellte daraufhin Strafanzeige gegen Kohlsdorf.
In diesem Zusammenhang durchsuchte die Polizei im Oktober 2017 im Auftrag der Staatsanwaltschaft München I Niederlassungen der Commerzbank in Frankfurt und Hamburg. Es wurden zudem zwei Millionen Euro beschlagnahmt, die der ehemalige Siemens-Manager veruntreut haben soll.